# TMK 2200
TMK 2200 (chorw. pot. Zeko) – typ niskopodłogowego tramwaju wytwarzanego przez chorwackie konsorcjum Crotram. Wszystkie wyprodukowane tramwaje tego typu znajdują się na stanie zagrzebskiego przewoźnika ZET.
TMK 2200 to pierwszy niskopodłogowy model tramwaju wyprodukowany w Chorwacji.

## Oznaczenie
Wagony tramwajowe oznaczono według schematu zamieszczonego w tabeli.
| Znak | Opis        |
| ---- | ----------- |
| T    | Tramvajska  |
| M    | Motorna     |
| K    | Kola        |
| 2200 | serija 2200 |

## Konstrukcja
TMK 2200 to jednokierunkowy, w pełni niskopodłogowy wagon tramwajowy, który składa się z pięciu członów połączonych czterema przegubami. Konstrukcyjnie wywodzi się od niemieckich tramwajów GT6N. Nadwozie spoczywa na trzech dwuosiowych wózkach, zamontowanych pod pierwszym, trzecim i piątym członem; człony te są dłuższe od pozostałych i posiadają po dwoje dwupłatowych drzwi odskokowych. Napęd każdego z wózków stanowią trójfazowe silniki asynchroniczne o mocy 85 kW każdy, z regulacją mocy opartą na falownikach Končar PGP-130 z tranzystorami IGBT. Wewnątrz tramwaju umieszczono tapicerowane siedzenia. Ponadto przedział pasażerski wyposażono w klimatyzację i system informacji pasażerskiej.

## Dostawy
| Państwo        | Miasto         | Typ            | Lata dostaw    | Liczba | Numery taborowe        |       |
| -------------- | -------------- | -------------- | -------------- | ------ | ---------------------- | ----- |
| Chorwacja      | Zagrzeb        | NT 2200        | 2005–2010      | 140    | 2201–2299, 22100–22140 | [ 5 ] |
| Łączna liczba: | Łączna liczba: | Łączna liczba: | Łączna liczba: | 140    |                        |       |

## Eksploatacja

### Zagrzeb
Pierwszy z 70 tramwajów niskopodłogowych pierwszej serii, typu TMK 2200, dostarczono do Zagrzebia 27 kwietnia 2005 r. a wprowadzenie wagonu do ruchu nastąpiło 14 lipca. Ostatni dostarczony tramwaj rozpoczął kursowanie 7 czerwca 2007 r.; wówczas na ulicy Horvaćanskiej w Zagrzebiu ustawiono na jednym torze wszystkich 70 tramwajów. Zgodnie z umową zawartą 18 lipca 2007 r. pomiędzy konsorcjum Crotram a spółką zależną zagrzebskiego holdingu ZET, konsorcjum Crotram zobowiązało się wyprodukować kolejnych 70 tramwajów. Ostatni tramwaj drugiej serii, będący jednocześnie ostatnim wyprodukowanym tramwajem TMK 2200, został wprowadzony do eksploatacji 30 czerwca 2010 r.